# 채한석
채한석은 대한민국의 스타일리스트다.

## 경력
- 수원대학교 의상디자인과 강사
- 이화여자대학교 의상디자인과 강사

## 방송
- 스타일 웨이브 (2009~2010)
- 익스트림 서바이벌 레이싱퀸 (2010~2011)
- 손담비의 뷰티풀 데이즈 (2013)